# 37. Primetime Emmy-gála
A 37. Primetime Emmy-gála során az 1984 és 1985 között főműsoridőben bemutatott, amerikai televíziós programokat értékelték. A jelölteket az Academy of Television Arts & Sciences választotta ki. A Los Angeles-i Pasadena Civic Auditoriumben tartott ceremóniát az ABC tűzte műsorra 1985. szeptember 22-én. A műsor házigazdája John Forsythe volt. A gála egyik emlékezetes jelenete volt, hogy a ceremónia közben letartóztatták lopásért a hírhedt csalót, Barry Brement, aki Betty Thomas nevében próbálta meg átvenni annak Emmy-díját, miközben a színésznő jelen volt az átadón.

## Győztesek és jelöltek
A nyertesek félkövérrel jelölve.

### Műsorok
| Legjobb vígjátéksorozat | Legjobb drámasorozat |
| --- | --- |
| - Cosby (NBC) - Cheers (NBC) - Családi kötelékek (NBC) - Kate & Allie (CBS) - Night Court (NBC) | - Cagney és Lacey (CBS) - Zsarublues (NBC) - Miami Vice (NBC) - Gyilkos sorok (CBS) - Egy kórház magánélete (NBC)                            |
| Legjobb tévéfilm | Legjobb minisorozat |
| - Do You Remember Love (CBS) - Tűzfészek (NBC) - Végzetes látomás (NBC) - Heartsounds (ABC) - Wallenberg: Egy hős története (NBC) | - A korona ékköve (PBS) - Ellis Island (CBS) - Robert Kennedy & His Times (CBS) - Space (CBS) - Egy céltudatos asszony (szindikált sugárzás) |
| Legjobb varietésorozat vagy különkiadás | |
| - Motown Returns to the Apollo (NBC) - AFI Life Achievement Award: A Tribute to Gene Kelly (CBS) - Great Performances: "Lena Horne: The Lady and Her Music" (PBS) - Late Night with David Letterman (NBC) - The Tonight Show Starring Johnny Carson (NBC) | |

### Színészek

#### Főszereplők
| Legjobb férfi főszereplő (vígjátéksorozat) | Legjobb női főszereplő (vígjátéksorozat) |
| --- | --- |
| - Robert Guillaume (Benson DuBois) - Benson (ABC) - Harry Anderson (Harry T. Stone) - Night Court (NBC) - Ted Danson (Sam Malone) - Cheers (NBC) - Bob Newhart (Dick Loudon) - Newhart (CBS) - Jack Warden (Harrison Fox Sr.) - Crazy Like a Fox (CBS)                                                                     | - Jane Curtin (Allison Lowell) - Kate & Allie (CBS) - Shelley Long (Diane Chambers) - Cheers (NBC) - Phylicia Rashad (Clair Huxtable) - Cosby (NBC) - Susan Saint James (Katherine McArdle) - Kate & Allie (CBS) - Isabel Sanford (Louise Jefferson) - The Jeffersons (CBS)                                                |
| Legjobb férfi főszereplő (drámasorozat) | Legjobb női főszereplő (drámasorozat) |
| - William Daniels (Dr. Mark Craig) - Egy kórház magánélete (NBC) - Ed Flanders (Dr. Donald Westphall) - Egy kórház magánélete (NBC) - Don Johnson (James Crockett) - Miami Vice (NBC) - Tom Selleck (Thomas Magnum) - Magnum (CBS) - Daniel J. Travanti (Frank Furillo) - Zsarublues (NBC)                                 | - Tyne Daly (Mary Beth Lacey) - Cagney és Lacey (CBS) (Epizód: "Who Said It's Fair?") - Debbie Allen (Lydia Grant) - Fame (szindikált sugárzás) - Sharon Gless (Christine Cagney) - Cagney és Lacey (CBS) - Veronica Hamel (Joyce Davenport) - Zsarublues (NBC) - Angela Lansbury (Jessica Fletcher) - Gyilkos sorok (CBS) |
| Legjobb férfi főszereplő (minisorozat vagy különkiadás) | Legjobb női főszereplő (minisorozat vagy különkiadás) |
| - Richard Crenna (Richard Beck) - The Rape of Richard Beck (ABC) - Richard Chamberlain (Raoul Wallenberg) - Wallenberg: Egy hős története (NBC) - James Garner (Harold Lear) - Heartsounds (ABC) - Richard Kiley (George Hollis) - Do You Remember Love (CBS) - George C. Scott (Ebenezer Scrooge) - Karácsonyi ének (CBS) | - Joanne Woodward (Barbara Wyatt-Hollis) - Do You Remember Love (CBS) - Jane Alexander (Hedda Hopper) - Malice in Wonderland (CBS) - Peggy Ashcroft (Barbie Batchelor) - A korona ékköve (PBS) - Farrah Fawcett (Francine Hughes) - Tűzfészek (NBC) - Mary Tyler Moore (Martha Weinman Lear) - Heartsounds (ABC)           |

#### Mellékszereplők
| Legjobb férfi mellékszereplő (vígjátéksorozat) | Legjobb női mellékszereplő (vígjátéksorozat) |
| --- | --- |
| - John Larroquette (Dan Fielding) - Night Court (NBC) (Epizód: "Dan's Parents or Married Alive") - Nicholas Colasanto (posztumusz) (Ernie Pantusso) - Cheers (NBC) - Michael J. Fox (Alex P. Keaton) - Családi kötelékek (NBC) - John Ratzenberger (Cliff Clavin) - Cheers (NBC) - George Wendt (Norm Peterson) - Cheers (NBC) | - Rhea Perlman (Carla Tortelli) - Cheers (NBC) - Selma Diamond (posztumusz) (Selma Hacker) - Night Court (NBC) - Julia Duffy (Stephanie Vanderkellen) - Newhart (CBS) - Marla Gibbs (Florence Johnston) - The Jeffersons (CBS) - Inga Swenson (Gretchen Wilomena Kraus) - Benson (ABC)                  |
| Legjobb férfi mellékszereplő (drámasorozat) | Legjobb női mellékszereplő (drámasorozat) |
| - Edward James Olmos (Martin Castillo) - Miami Vice (NBC) (Epizód: "Golden Triangle") - Ed Begley Jr. (Dr. Victor Ehrlich) - Egy kórház magánélete (NBC) - John Hillerman (Higgins) - Magnum (CBS) - John Karlen (Harvey Lacey) - Cagney és Lacey (CBS) - Bruce Weitz (Mick Belker) - Zsarublues (NBC)                         | - Betty Thomas (Lucille Bates) - Zsarublues (NBC) - Barbara Bosson (Fay Furillo) - Zsarublues (NBC) - Christina Pickles (Helen Rosenthal) - Egy kórház magánélete (NBC) - Doris Roberts (Mildred Krebs) - Remington Steele (NBC) - Madge Sinclair (Ernestine Shoop) - Trapper John, M.D. (CBS)          |
| Legjobb férfi mellékszereplő (minisorozat vagy különkiadás) | Legjobb női mellékszereplő (minisorozat vagy különkiadás) |
| - Karl Malden (Freddy Kassab) - Végzetes látomás (NBC) - Richard Burton (posztumusz) (Phipps Ogden) - Ellis Island (CBS) - John Gielgud (Theodore Woodward) - Románc az Orient Expresszen (NBC) - Richard Masur (Aryon Greydanus) - Tűzfészek (NBC) - Rip Torn (Lewis Slaton) - The Atlanta Child Murders (CBS)                | - Kim Stanley (Big Mama) - Macska a forró bádogtetőn (PBS) - Penny Fuller (Mae) - Macska a forró bádogtetőn (PBS) - Ann Jillian (Nellie Byfield) - Ellis Island (CBS) - Deborah Kerr (Emma Harte) - Egy céltudatos asszony (szindikált sugárzás) - Alfre Woodard (Claudie Sills) - Words by Heart (PBS) |

#### Egyedülálló alakítások
| Legjobb egyedülálló alakítás varieté vagy zenés műsorban |
| --- |
| - George Hearn – Great Performances: "Sweeney Todd" (PBS) - Billy Crystal – Saturday Night Live (NBC) - Gregory Hines – Motown Returns to the Apollo (NBC) - Patti LaBelle – Motown Returns to the Apollo (NBC) - Angela Lansbury – Great Performances: "Sweeney Todd" (PBS) |

### Rendezők
| Legjobb rendező (vígjátéksorozat) | Legjobb rendező (drámasorozat) |
| --- | --- |
| - Cosby (NBC) (Epizód: "The Younger Woman") – Jay Sandrich - Alice (CBS) (Epizód: "Tommy's Lost Weekend") – Marc Daniels - Cheers (NBC) (Epizód: "Cheerio, Cheers") – James Burrows - Kate & Allie (CBS) (Epizód: "Landlady") – Bill Persky - A simlis és a szende (ABC) (Epizód: "Az idő nekik dolgozik") – Robert Butler | - Cagney és Lacey (CBS) (Epizód: "Heat") – Karen Arthur - Zsarublues (NBC) (Epizód: "El Capitan") – Georg Stanford Brown - Zsarublues (NBC) (Epizód: "The Rise and Fall of Paul the Wall") – Thomas Carter - Miami Vice (NBC) (Epizód: "Hidegvérrel") – Lee H. Katzin - Miami Vice (NBC) (Epizód: "Kolumbiai kiruccanás") – Paul Michael Glaser |
| Legjobb rendező (varietésorozat vagy különkiadás) | Legjobb rendező (minisorozat vagy különkiadás) |
| - Great Performances: "Sweeney Todd" (PBS) – Terry Hughes - Late Night with David Letterman 3rd Anniversary Special (NBC) – Hal Gurnee - Motown Returns to the Apollo (PBS) – Don Mischer - Night of 100 Stars II (ABC) – Clark Jones                                                                                      | - Wallenberg: Egy hős története (NBC) – Lamont Johnson - Tűzfészek (NBC) – Robert Greenwald - Consenting Adult (ABC) – Gilbert Cates - Do You Remember Love (CBS) – Jeff Bleckner - Végzetes látomás (NBC) – David Greene - A korona ékköve (PBS) (Epizód: "Crossing the River") – Christopher Morahan, Jim O'Brien                             |

### Forgatókönyvírók
| Legjobb forgatókönyv (vígjátéksorozat) | Legjobb forgatókönyv (drámasorozat) |
| --- | --- |
| - Cosby (NBC) (Epizód: "Pilot") – Ed. Weinberger, Michael Leeson - Cheers (NBC) (Epizód: "I Call Your Name") – Peter Casey, David Lee - Cheers (NBC) (Epizód: "Rebound, Part II") – Glen Charles, Les Charles - Cheers (NBC) (Epizód: "Sam Turns the Other Cheek") – David Lloyd - Cosby (NBC) (Epizód: "Good-Bye Mr. Fish") – Earl Pomerantz  | - Cagney és Lacey (CBS) (Epizód: "Who Said It's Fair, Part II") – Patricia Green - Cagney és Lacey (CBS) (Epizód: "Child Witness") – Deborah Arakelian - Zsarublues (NBC) (Epizód: "The Rise and Fall of Paul the Wall") – Michael Wagner, Jacob Epstein - Miami Vice (NBC) (Epizód: "Az új társ") – Anthony Yerkovich - Egy kórház magánélete (NBC) (Epizód: "Murder, She Rote") – Tom Fontana, John Masius, Steve Bello - Egy kórház magánélete (NBC) (Epizód: "Sweet Dreams") – John Masius, Tom Fontana |
| Legjobb forgatókönyv (varietésorozat vagy különkiadás) | Legjobb forgatókönyv (minisorozat vagy különkiadás) |
| - Late Night with David Letterman (NBC) (Epizód: "Christmas with the Lettermans") - AFI Life Achievement Award: A Tribute to Gene Kelly (CBS) - Late Night with David Letterman (NBC) (Epizód: "Late Night in Los Angeles" - Late Night with David Letterman (NBC) (Epizód: "The Late Night Morning Show" - Motown Returns to the Apollo (NBC) | - Do You Remember Love (CBS) – Vickie Patik - Tűzfészek (NBC) – Rose Leiman Goldemberg - Végzetes látomás (NBC) – John Gay - A korona ékköve (PBS) (Epizód: "Crossing the River") – Ken Taylor - Wallenberg: Egy hős története (NBC) – Gerald Green |

## Fordítás
- Ez a szócikk részben vagy egészben  a(z)   37th Primetime Emmy Awards című angol Wikipédia-szócikk fordításán alapul.  Az eredeti cikk szerkesztőit annak laptörténete sorolja fel. Ez a jelzés csupán a megfogalmazás eredetét és a szerzői jogokat jelzi, nem szolgál a cikkben szereplő információk forrásmegjelöléseként.